# Liste der Monuments historiques in Val-Suzon
Die Liste der Monuments historiques in Val-Suzon führt die Monuments historiques in der französischen Gemeinde Val-Suzon auf.

## Liste der Immobilien
| Bezeichnung | Beschreibung                                       | Standort                               | Kennzeichnung | Schutzstatus | Datum | Bild           |
| ----------- | -------------------------------------------------- | -------------------------------------- | ------------- | ------------ | ----- | -------------- |
| Les Forges  | Hüttenwerk, 1836 bis 1838 erbaut, 1872 stillgelegt | Val-Suzon-Haut, rue du Fourneau (Lage) | PA00112706    | Inscrit      | 1982  | weitere Bilder |

## Liste der Objekte
| Bezeichnung                 | Beschreibung                                                                                    | Standort                                       | Kennzeichnung | Schutzstatus | Datum | Bild |
| --------------------------- | ----------------------------------------------------------------------------------------------- | ---------------------------------------------- | ------------- | ------------ | ----- | ---- |
| Glocke (1)                  | Bronze, 1777 gegossen                                                                           | Val-Suzon-Bas, in der Kirche St-Nicolas (Lage) | PM21002415    | Classé       | 1914  |      |
| Glocke (2)                  | Bronze, 1752 gegossen                                                                           | Val-Suzon-Bas, in der Kirche St-Nicolas (Lage) | PM21002416    | Classé       | 1914  |      |
| Glocke (3)                  | Bronze, 1747 gegossen                                                                           | Val-Suzon-Bas, in der Kirche St-Nicolas (Lage) | PM21002417    | Classé       | 1914  |      |
| Skulptur Heiliger Nikolaus  | Aufsatz eines Prozessionsstabs; Holz, farbig gefasst und vergoldet, Anfang des 18. Jahrhunderts | Val-Suzon-Bas, in der Kirche St-Nicolas (Lage) | PM21004205    | Inscrit      | 1995  |      |
| Skulptur Heilige Katharina  | Aufsatz eines Prozessionsstabs; Nussbaumholz, farbig gefasst, um 1700                           | Val-Suzon-Bas, in der Kirche St-Nicolas (Lage) | PM21004206    | Inscrit      | 1995  |      |
| Skulptur Heiliger Sebastian | Aufsatz eines Prozessionsstabs; Holz, farbig gefasst und vergoldet, um 1700                     | Val-Suzon-Bas, in der Kirche St-Nicolas (Lage) | PM21004207    | Inscrit      | 1995  |      |